# Mix Megapol 105,1 Jönköping
Mix Megapol 105,1 Jönköping är en av 29 lokalradiostationer som ingår i Mix Megapol-nätverket. Fram till 2006 var en fristående station och använde namnet Radio Match.
Lokalradiotillståndet F 01:1 för sändningar på 105,1 i Jönköping auktionerades den 6 december 1993 ut av dåvarande Styrelsen för lokalradiotillstånd på Stockholms auktionsverk i Göteborg. Lokalradiotillståndet köptes av Fria Media i Jönköping AB för 1 750 000 kronor. 
Den 24 januari 1994 börjar stationen sända under namnet Radio Match. År 2006 köptes stationens ägare Fria Media av SBS som inkluderade alla stationer i företagets nätverk. Den 19 april 2006 lades Radio Match i Jönköping ner och stationen blev en del av Mix Megapol-nätverket.